# Raúl Eduardo Vela Chiriboga
Raúl Eduardo Vela Chiriboga (Riobamba, 1 de janeiro de 1934 - Quito, 15 de novembro de 2020) foi um cardeal equatoriano, arcebispo emérito de Quito.

## Biografia
Depois de terminar o ensino médio no Colégio Dom Bosco de Riobamba, ingressou no Seminário Maior de San José, em Quito (filosofia e teologia). Ele também fez parte de seus estudos em Bogotá, Madri e Buenos Aires.
Recebeu a ordenação presbiteral em 28 de julho de 1957 de Leonidas Eduardo Proaño Villalba, bispo de Riobamba, sendo incardinado nesta diocese. Foi secretário geral da Cúria Episcopal de Riobamba de 1957 a 1967, diretor da Cáritas em Riobamba, de 1967 a 1968, secretário da Conferência Episcopal Equatoriana de 1968 a 1970 e secretário geral dessa Conferência, de 1970 a 1975.
Foi nomeado pelo Papa Paulo VI como bispo auxiliar de Guayaquil, recebendo a dignidade de bispo titular de Ausafa, em 20 de abril de 1972. Recebeu a ordenação episcopal em 21 de maio seguinte, na Catedral Metropolitana de Quito, do cardeal Dom Pablo Muñoz Vega, S.J., arcebispo de Quito, coadjuvado por Dom Bernardino Carlos Guillermo Honorato Echeverría Ruiz, O.F.M., arcebispo de Guayaquil e por Dom Leônidas Proaño, bispo de Riobamba e seu ordendante como padre.
Em 29 de abril de 1975, foi transferido para a Diocese de Azogues, onde foi bispo de 1975 a 1989. Depois, atuou como Ordinário militar do Equador, entre 8 de julho de 1989, com o título de bispo titular de Pauzera. Com a alteração jurídica dos Ordinariatos Militares, deixa de ter a necessidade de possuir uma sé titular, em 7 de março de 1998.
Em 21 de março de 2003, foi nomeado pelo Papa João Paulo II como arcebispo metropolita de Quito, exercido até 11 de setembro de 2010, quando renunciou por limite de idade.
Em 20 de outubro de 2010, durante o Angelus, o Papa Bento XVI anunciou a sua criação como cardeal no Consistório de 20 de novembro. Recebeu o barrete vermelho e o título de cardeal-presbítero de S. Maria in Via no mesmo dia.
Morreu em 15 de novembro de 2020, em Quito. A missa fúnebre aconteceu no dia 17 de novembro, na Catedral Metropolitana de Quito. Ele foi enterrado na cripta dos bispos naquele catedral.

### Conclaves
- Conclave de 2013 - participou da eleição de Jorge Mario Bergoglio como Papa Francisco.